# Natalie Erika James
Natalie Erika James (nascuda el 23 de febrer de 1990) és una directora i guionista de cinema australiana-estatunidenca d'origen japonès, nascuda als Estats Units i criada a Melbourne. És més coneguda pel seu debut al llargmetratge de terror psicològic Relic (2020) i la seva preqüela de La llavor del diable, Apartment 7A (2024).

## Filmografia
Llargmetratges
- Relic (2020)
- Apartment 7A (2024)
- Saccharine (TBD)[7]

Curtmetratges
- Tritch (2011)
- Burrow (2013)
- Creswick (2017)
- Drum Wave (2018)